# Abdelhafid Boussouf
Abdelhafid Boussouf (en arabe : عبد الحفيظ بوصوف), alias « Si Mabrouk », surnommé aussi « L'Homme de la virgule », né le 17 août 1926 à Mila dans le Nord-Constantinois (Algérie) et mort le 31 décembre 1980 à Paris, est un militant nationaliste algérien durant la guerre d'Algérie. Il joue un rôle décisif dans la naissance des services de renseignements algériens.

## Biographie
Il naît en 1926 à Mila, dans le Nord-Constantinois et y effectue ses études primaires. Avant la Seconde Guerre mondiale, il se rend à Constantine où il adhère au Parti du peuple algérien. Il y fait la connaissance de Mohamed Boudiaf, Larbi Ben M'hidi, Lakhdar Bentobal et d'autres. Il est l'un des membres les plus éminents de l'Organisation spéciale. 
Après la découverte de celle-ci en 1950, il entre dans la clandestinité dans les environs d'Oran et devient responsable de la circonscription de Tlemcen au sein du Mouvement pour le triomphe des libertés démocratiques, de même qu'il fut membre du Comité révolutionnaire d'unité et d'action (CRUA) et assiste à la réunion des « vingt-deux », qui rassemble les délégués des départements et des unités, à Alger, fin juin 1954 lors d'une réunion dans une modeste villa du Clos Salembier appartenant à Lyès Deriche.
Lors du déclenchement de la révolution, il est nommé adjoint de Ben M'hidi dans la wilaya V (Oranie), chargé de la région de Tlemcen. 
Après le congrès de la Soummam, il devient membre du Conseil national de la Révolution algérienne et est nommé en septembre 1956 chef de la wilaya V, en remplacement de Ben M'hidi, avec grade de colonel. Il participe à la mise en place du réseau de transmissions et renseignements dans la wilaya V puis dans le reste des wilayas.
En septembre 1957, il devient membre du Comité de coordination et d'exécution. Il prend une part déterminante dans l'élimination d'Abane Ramdane qui continuait de gêner la nouvelle direction du FLN. Le 27 décembre 1957, ses adversaires, avec à leur tête Abdelhafid Boussouf, l'attirent dans un guet-apens au Maroc et l'étranglent avec un fil de fer dans une ferme près d'Oujda. Maquillé par ses responsables en glorieuse mort au combat, cet assassinat inaugure une florissante tradition de meurtres entre dirigeants après l'indépendance.
Il constitue avec Krim Belkacem et Lakhdar Bentobal, les 3B, noyau dur des chefs.
En septembre 1958, il est nommé ministre des Liaisons générales et des Communications dans le gouvernement provisoire de la République algérienne. Il joue un rôle important dans la création de l'appareil de renseignements et de communications ainsi que la formation de cadres dans ce domaine au point d'avoir été surnommé le père des services de renseignements algériens. Il est écarté du pouvoir en août 1962 par Ben Bella et Boumediene.
Il sert de conseiller pour l'équipement des forces armées de Hafez el-Assad et de Saddam Hussein.
Il meurt le 31 décembre 1980 à Paris. Son nom a été donné à l'université de sa ville natale Mila.

## Le système Boussouf
Ce fut à une époque où la France contrôlait encore le Maroc que Boussouf y construisit au départ son système dans la clandestinité, dans la crainte des infiltrations françaises et du noyautage par les messalistes, et sous le coup des pressions du Maroc qui voulait contrôler l'ALN. Il crée un modèle de répression et en fait une technique normale de direction. Il a besoin de la terreur pour imposer le monopole du pouvoir, susciter la délation, semer la méfiance qui décourage la critique, l'organisation et la révolte. Il introduisit parmi ses hommes une discipline de fer. Il généralisa une surveillance policière maniaque. Aucun Algérien n'entrait dans le système de la wilaya V ou n'en sortait sans avoir été contrôlé et filé par l'organisation. Boussouf quadrilla très tôt le Maroc d'équipes de surveillance, chargées certes de déjouer les pièges colonialistes tant que le Maroc ne fut pas pleinement indépendant ; mais aussi, de plus en plus, de s'assurer des agissements et des pensées des compatriotes algériens. Il réussit en un temps record à mettre au point un système de liaisons radio et de surveillance des transmissions de l'ennemi fonctionnant 24 heures sur 24.
- Culture du secret

La culture du secret, de la clandestinité, fait partie, plus souvent que les convictions idéologiques, du socle des valeurs partagées par les combattants du FLN. Elle demeure prégnante longtemps après la guerre, longtemps après l'indépendance, comme une marque de fabrique, une trace indélébile. 
Ceux qui y travaillèrent pour Boussouf se souviennent de leur cloîtrage continu dans des caves de villas ou des hangars de fermes surveillés militairement, avec interdiction d'en sortir ou de communiquer avec l'extérieur. Les manquements à la règle étaient lourdement punis, parfois de la peine de mort sans jugement. Ce système constitua très tôt un appareil d'espionnage propre à Boussouf, dirigé, certes, contre les colonialistes, mais aussi contre ses propres collègues du CCE, puis du G.P.R.A. Son efficacité était telle qu'il réussit en 1958 à infiltrer par la corruption les redoutables professionnels des mukhabarât égyptiens qui, de leur côté, espionnaient les services algériens. 
Boussouf n'avait confiance en personne. Que ce fût à Nador, à Tunis ou au Caire, il ne disait jamais à l'avance où il couchait. Il survenait in extremis à l'improviste dans une des nombreuses demeures qui l'attendaient. Bien lui en prit puisque des tentatives d'assassinat dans une villa du CCE. sise dans le quartier du Belvédère furent sans doute projetées par Krim Belkacem[réf. nécessaire]. Et, plus généralement, il dut y avoir des tentatives de complot pour faire éliminer Boussouf, qui s'était construit une puissante organisation clandestine.  
Une police politique avait bien été envisagée à la Soummam, comme la Tchéka avait été prévue par Lénine à la veille de l'insurrection bolchevique. Avec des responsables comme Boussouf, elle eut pour objet de conditionner la société, de diriger l'opinion, d'éliminer les indésirables inaptes ou de promouvoir les cadres aptes à ces besognes. Il est faux d'alléguer que le système qui a historiquement pris en main l'Algérie indépendante ne date que de 1962 ou de 1965. Les choses étaient déjà bien avancées des années auparavant, engagées qu'elles avaient été par les fondateurs du FLN. devenus chefs militaires. Cela dit, ce fut bien dans la wilaya V, avec Boussouf, puis Boumediene, que l'organisation fut la plus étendue, la plus efficace, et la plus prometteuse d'avenir.  
Les témoignages de nombreux militants, qui poussent Abane Ramdane, membre de l'exécutif dirigeant du FLN, à agir contre Boussouf, signalent alors des exécutions sommaires, des enlèvements, des disparitions et des centaines d'arrestations et d'emprisonnements, notamment parmi les réfugiés et les militants de la Fédération de France du FLN. C'est à l'ombre de ces pratiques, et après une phase forte répression, que la police secrète va prendre corps sous le nom de « Service de renseignements et liaisons » et envelopper le FLN, l'ALN et les populations réfugiées au Maroc et en Tunisie d'un nuage de suspicion et d'insécurité.

## Les «Boussouf boys» à l'école du KGB
Comment son personnel a-t-il été recruté et dans quels milieux ? À quelques exceptions près, le recrutement des éléments constitutifs des sections « Renseignements, documentation et exploitation » et de la section « Vigilance », c'est-à-dire le contre-espionnage, ne s'est pas faite sur la base du volontariat. L'instruction des recrues est extrêmement dure, dans le but de leur inculquer le sens de l'identification aveugle aux chefs, de leur apprendre l'indifférence à la souffrance et de les initier aux techniques de manipulation et d'intoxication. 
Après la formation du GPRA en 1958, le KGB accepte dans ses écoles de formation les hommes de Boussouf. Ils y apprennent la mise en scène, l'organisation des provocations et des complots préventifs pour détruire l'adversaire. Cette promotion a pour nom de code « Tapis rouge ». Initiée au terrorisme d'appareil, les effets de son apprentissage n'apparaissent en pleine lumière qu'après l'indépendance.
Le cloisonnement, le sens de la hiérarchie, mais aussi la conviction intime que le chef sonde les âmes et devine les pensées secrètes, ont fait de ces enfants des classes moyennes et de la bourgeoisie arrachés à leurs études de « parfaits automates », des « centurions » dont Kasdi Merbah futur patron de la redoutable Sécurité militaire (SM). La fascination que Boussouf exerçait sur ses hommes - qu'on ne se privera pas de faire assister, pour mieux les tenir en mains, à des exécutions par strangulation ou à des tortures - n'était partagée ni par les anciens cadres ni par les chefs militaires, qui se méfiaient des « agents de Si Mabrouk. » 
Le système Boussouf s'étend à l'ensemble du FLN-ALN quand son chef prend la direction, en janvier 1960, du MALG. Officiellement, ce ministère est placé sous le contrôle du CNRA, mais c'est une fiction pure et simple. Si, à l'extérieur de l'Algérie, son autorité lui donne un droit sans limites de surveillance et d'intervention, son pouvoir sur les wilayas restera toutefois formel. La crise du FLN en 1962 montre que, sans l'armée, il n'y a pas de réalité. Reste que l'efficacité de leur appareil pendant la guerre de libération a toujours été surestimée, et que leur résistance aux infiltrations extérieures fut moins grande qu'ils ne le croyaient. Ainsi, à l'occasion des négociations d'armistice avec la France, on apprend que les services de renseignements français avaient réussi, grâce à des « taupes », à avoir une connaissance sérieuse des effectifs de l'armée de libération et de son organisation. 
Devenus orphelins après la mise à l'écart de Boussouf, dès le mois d'août 1962, par le tandem Ben Bella-Boumédiène, les membres du MALG - qu'on appelle les « Boussouf boys » - reportent leur fidélité sur le colonel Boumediene. Et ce sont eux qui constituent les premiers cadres de la fameuse Sécurité militaire, qui devient la colonne vertébrale du régime.

## Ateliers d'armement de Boussouf au Maroc
C'est en partie grâce aux réseaux militants trotskystes que les ateliers de fabrication d'armes ont vu le jour au Maroc. Ces militants sont étrangers, une vingtaine pas plus : ouvriers spécialisés pour la plupart, ils sont venus de France, de Grande-Bretagne, de Grèce, des Pays-Bas, d'Allemagne ou d'Argentine qui ont fait le même choix de rejoindre les « frères » algériens de l'armée des frontières stationnée au Maroc. Au total, étrangers ou Algériens, ils sont deux cent cinquante à trois cents hommes qui travaillent au Maroc enfermés volontaires dans des fermes-usines clandestines, jusqu'à l'indépendance de l'Algérie, en juillet 1962. Selon le témoignage d'un moudjahid latino-américain Roberto Muniz, cinq ateliers furent implantés successivement à Bouznika (près de Rabat), à Témara (en plein centre de Kénitra), à Souk-El-Arba, Skhirat et Mohammédia. D'un atelier à l'autre, selon les époques, les conditions de vie étaient plus ou moins dures. Parfois c'est l'horreur. 
Ainsi, à Témara, « pour des raisons de sécurité », les ouvriers de l'ALN ne voient « jamais le soleil » : enfermés vingt-quatre heures sur vingt-quatre derrière les murs aveugles de l'atelier, ils n'ont l'autorisation de sortir qu'à la nuit tombée, pour prendre l'air sur la terrasse. Il est prioritaire qu'aucun de ces ateliers ne soit repéré par l'ennemi - c'est-à-dire par l'armée française. La police marocaine, elle, ferme les yeux. « Des camarades ont dû vivre ainsi parfois durant un an. La qualité de la production n'est pas des plus performantes, mais le FLN fabrique ses propres armes pour l'ALN : le symbole est là. Sur une des photos noir et blanc rapportées du Maroc par un Français militants trotskyste, on voit Pablo, assis dans la cour de l'usine, entouré de moustachus en uniforme, dont l'un, debout, fait un discours « à l'occasion de la sortie du 5 000e pistolet mitrailleur », De son côté, Roberto Muniz évoque une visite de colonel Houari Boumediène, alors chef de l'état-major général (EMG) - nouvelle instance créée en décembre 1959 pour chapeauter l'ALN -, à qui les ouvriers offrent une mitraillette toute neuve, sortie de l'atelier, « en souvenir de nos efforts pour l'obtention de l'indépendance ». C'est au domaine de Bouznika, signale Roberto Muniz, que 10 000 mitraillettes made in ALN sont essayées, une à une, à l'intérieur d'un gigantesque tunnel sous la terre, avant d'être envoyée « au champ de bataille », c'est-à-dire, en principe, aux maquis. 
Le chef de l'armée algérienne et les trotskystes ne sont pas les seuls à visiter les ateliers. Le vrai patron, celui qui vient régulièrement vérifier l'état de ses « troupes » ouvrières, c'est Abdelhafid Boussouf, que les hommes de l'ALN et les militants trotskystes désignent par son nom de guerre, colonel « Si Mabrouk ».